# Teiwaz
Teiwaz je sedmnáctá runa germánského futharku prostého. Vyslovuje se jako české T. Její název odpovídá jednomu z Týrových jmen. Vztahuje se k boji, vítězství a ochraně. Dále symbolizuje rozhodnost, čest, sílu vůle a vitalitu. Používá se v amuletech. Pomáhá k vítězstvím – ve sportu, v obchodu, v životě… V Teiwazu někteří vidí tajemnou geir's-odd (oštěpovou runu), kterou si stárnoucí bojovníci vyřezávali do vlastního masa, aby se jim otevřela cesta do Valhally. Runa byla často nalezena na anglických pohřebních urnách. Na jedné z uren byla nalezena spolu se svastikou, prastarým germánským symbolem. Padne-li Teiwaz při věštění, signalizuje obecný úspěch a štěstí v legálních záležitostech. Tazateli zajišťuje čest, spravedlnost, vůdcovství a autoritu. Runa má vztah k Týrovi.
| Germánský futhark prostý | Germánský futhark prostý | Germánský futhark prostý | Germánský futhark prostý | Germánský futhark prostý | Germánský futhark prostý | Germánský futhark prostý | Germánský futhark prostý | Germánský futhark prostý | Germánský futhark prostý | Germánský futhark prostý | Germánský futhark prostý | Germánský futhark prostý | Germánský futhark prostý | Germánský futhark prostý | Germánský futhark prostý | Germánský futhark prostý | Germánský futhark prostý |
| ------------------------ | ------------------------ | ------------------------ | ------------------------ | ------------------------ | ------------------------ | ------------------------ | ------------------------ | ------------------------ | ------------------------ | ------------------------ | ------------------------ | ------------------------ | ------------------------ | ------------------------ | ------------------------ | ------------------------ | ------------------------ |
| Freyův aett              | Fehu                     | Fehu                     | Uruz                     | Uruz                     | Thurisaz                 | Thurisaz                 | Ansuz                    | Ansuz                    | Raido                    | Raido                    | Kaunaz                   | Kaunaz                   | Gebo                     | Gebo                     | Wunjo                    | Wunjo                    |                          |
| Hagalaz aett             | Hagalaz                  | Hagalaz                  | Nauthiz                  | Nauthiz                  | Isa                      | Isa                      | Jera                     | Jera                     | Eihwaz                   | Eihwaz                   | Pertho                   | Pertho                   | Algiz                    | Algiz                    | Sowulo                   | Sowulo                   |                          |
| Týrův aett               | Teiwaz                   | Teiwaz                   | Berkana                  | Berkana                  | Ehwaz                    | Ehwaz                    | Mannaz                   | Mannaz                   | Laguz                    | Laguz                    | Inguz                    | Inguz                    | Othila                   | Othila                   | Dagaz                    | Dagaz                    |                          |